# Славгородский, Георгий Васильевич
Георгий Васильевич Славгородский (1914—1945) — участник Великой Отечественной войны, командир батальона 34-го гвардейского стрелкового полка (13-я гвардейская стрелковая дивизия, 5-я гвардейская армия, 1-й Украинский фронт) гвардии майор. Герой Советского Союза.

## Биография
Родился 10 августа 1914 года в слободе Мальчевско-Полненской области Войска Донского (ныне Миллеровского района Ростовской области) в семье крестьянина. Украинец.
В 1937 окончил педагогический институт. Работал учителем в станице Горячеводская.
В Красной Армии с 1939 года. На фронте в Великую Отечественную войну с июля 1941. В 1942 окончил курсы политсостава. Член ВКП(б) с 1943 года.
Командир батальона стрелкового полка гвардии майор Георгий Славгородский умело организовал 24 января 1945 года форсирование Одера и захват плацдарма юго-восточнее города Олау (ныне Олава, Польша). Батальон отразил 13 контратак. 26 января он поднял батальон в штыковую атаку, был в этом бою тяжело ранен и скончался.
Похоронен в селе Любёнж, Волувский повят, Польша.

## Награды
- Звание Героя Советского Союза присвоено 27 июня 1945 года посмертно.
- Награждён орденами Ленина, Красного Знамени, Отечественной войны 2 степени и медалями.